# Little Mix The Search
Little Mix The Search è stato un programma televisivo britannico di genere talent show, andato in onda dal 26 settembre al 7 novembre 2020 su BBC One. Lo scopo della trasmissione è stato quello di selezionare la band di apertura per il Confetti Tour della girlband Little Mix. Le quattro componenti del gruppo hanno fatto da giudici durante la competizione.

## Storia del programma

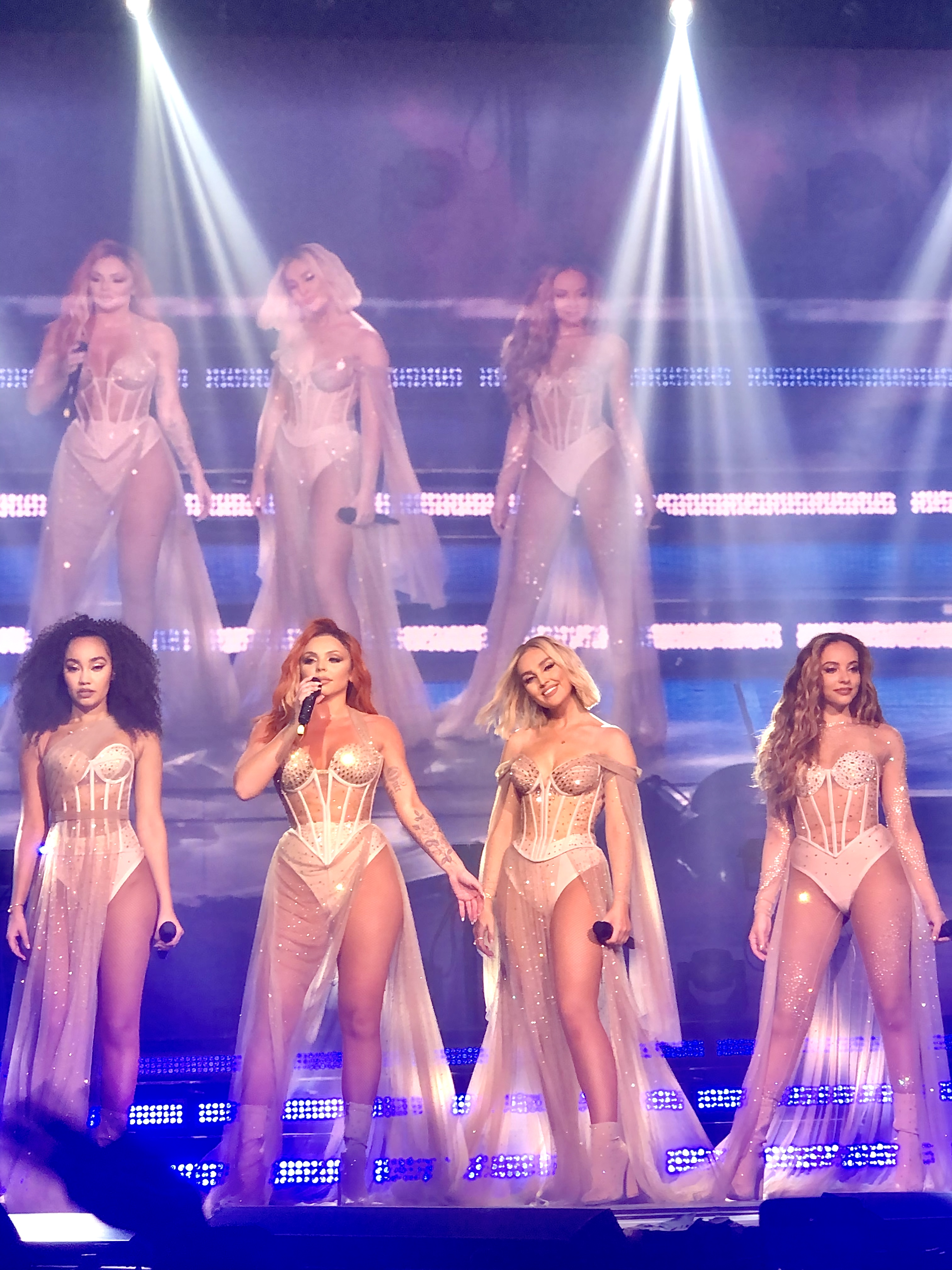
Le Little Mix, protagoniste del format, durante un'esibizione

Lo show è stato annunciato nell'ottobre 2019, insieme al lancio delle iscrizioni per le audizioni. Le iscrizioni sono terminate il 10 gennaio 2020, mentre le riprese delle prime fasi si sono tenute nel mese successivo, con le quattro componenti delle Little Mix (Leigh-Anne Pinnock, Jade Thirlwall, Perrie Edwards e Jesy Nelson) impegnate nel giudicare i concorrenti. Inizialmente, le puntate trasmesse in diretta avrebbero dovuto tenersi nell'aprile 2020 e il tour avrebbe dovuto avere luogo nella successiva estate, previa pubblicazione del sesto album del gruppo Confetti.
A causa della pandemia da COVID-19, il tutto è stato posticipato: lo show è andato in onda tra settembre e novembre 2020, l'album è stato pubblicato il 6 novembre 2020 e il tour è attualmente previsto per la primavera 2022. La pandemia ha comunque avuto un impatto sullo show: Jade Thirlwall è stata assente durante la sesta puntata perché obbligata all'isolamento dopo un contatto con un positivo. Nessun addetto ai lavori dello show è comunque stato contagiato, inclusa la stessa Thirlwall. Ciononostante, Jesy Nelson non ha preso parte alla finale del programma per meglio non specificati problemi legati alla sua salute.
Alla fine dello show, la band Since September ha vinto la competizione, ottenendo di diritto l'opportunità di esibirsi come band d'apertura durante tutte le date del Confetti Tour.

## Episodi
- Prima puntata: le Little Mix cercano di formare una boyband mettendo insieme dei cantanti di sesso maschile. Ne vengono scelti quattro: Adam, Kaci, Lee, Talis e Zeekay. L'episodio è andato in onda il 26 settembre 2020.
- Seconda puntata: le Little Mix cercano di formare una band mettendo insieme dei cantanti sia maschili che femminili. Ne vengono scelti quattro: Jordan, Rosie, Liam e Melina. L'episodio è andato in onda il 27 settembre 2020.
- Terza puntata: le Little Mix cercano di formare una band mettendo insieme delle cantanti di sesso femminile. Ne vengono scelti quattro: Tamara, Mya-Louise, Esther, Shanice e Tyler. L'episodio è andato in onda il 3 ottobre 2020.
- Quarta puntata: le Little Mix cercano di formare una band mettendo insieme sia cantanti che musicisti. Ne vengono scelti quattro: Matthew, Jacob, Harry and Patrick. L'episodio è andato in onda il 4 ottobre 2020.
- Quinta puntata: le Little Mix cercano di formare un gruppo di ballo tutto al femminile. Vengono scelte quattro ballerine: Megan, Ellie, Liv, Aislí and Lauren. L'episodio è andato in onda il 10 ottobre 2020.
- Sesta puntata: le Little Mix cercano di formare una band composta da cantanti e rapper. Ne vengono scelti quattro: Romina, VerSay, Eden and Ashley. L'episodio è andato in onda il'11 ottobre 2020.
- Settima puntata: vengono assegnati dei nomi ai gruppi. La boyband viene chiamata New Priority, la band mista Jasper Blue, la girlband viene chiamata Nostalia, il gruppo di ballo Melladaze, il gruppo di cantanti e musicisti viene chiamato Since September, il gruppo di cantanti e rapper viene chiamato YChange. Dopo una prima sfida fra tutte le band, ve ne è una conseguente Tra Melladaze e Jasper Blue, i quali si sono classificati ultimi nella precedente. I Jasper Blue vengono esclusi dalla gara. Le Little Mix senza Jade si esibiscono con Sweet Melody, mentre gli ospiti Au/Ra e Jax Jones si esibiscono con I Miss You . L'episodio è andato in onda dal vivo il 24 ottobre.
- Ottava puntata: tutte le cinque band rimanenti si sfidano tra di loro: New Priority e Since September si scontrano per l'eliminazione. I New Priority vengono infine eliminati. Le Little Mix cantano i loro successi Holiday e Touch, mentre gli ospiti McFly cantano il brano Tonight is the Night. L'episodio è andato in onda dal vivo il 6 novembre.
- Nona puntata: i finalisti si esibiscono tutti due volte. Alla fine della competizione, i Since September vincono lo show. Le Little Mix si esibiscono senza Jesy sulle note di Secret Love Song Part. II, mentre l'ospite Zara Larsson si esibisce con il singolo Wow. L'episodio è andato in onda dal vivo il 7 novembre.

## Premi e riconoscimenti
Il programma ha vinto un Talk Telly Award nella categoria "miglior talent show".